# Joy/Happy Ending
『Joy/Happy Ending』（ジョイ／ハッピーエンディング）は、BONNIE PINKの25枚目のシングル。2009年4月8日発売。発売元はワーナーミュージック・ジャパン。CDコードはWPCL-10665。

## 概要
- 前作「鐘を鳴らして」から約8か月ぶりのリリースで、自身では初となる両A面シングル。
- 「Joy」はロンドンで、「Happy Ending」はスウェーデンでレコーディングされた[1]。
- 「Joy」のミュージック・ビデオにはBONNIE PINK本人、貫地谷しほり、斉藤慶太が出演している。
- 本人曰く、「『Joy』は春風のような優しい曲で、『Happy Ending』は春嵐のような向かい風に立ち向かおうとするたくましさのある曲です」[2]。
- 初回プレス盤の購入特典として2009年7月10日～31日に行われた『BONNIE PINK TOUR 2009 "ONE" 』のチケット先行予約特設ページにアクセスできるIDとパスワードを得ることができた。
- ジャケット・デザインはCurly Giraffe、HONESTYの高桑圭が担当している。
- iTunes Storeからデジタル・シングルが3月18日より先行販売された。

## 収録曲
（全作詞・作曲：BONNIE PINK）
1. Joy （4:17）
（編曲：Martin Terefe）
2. Happy Ending （4:41）
（編曲：Burning Chicken）
3. You and I （3:09）
（編曲：Burning Chicken）
4. Joy（Instrumental）
5. Happy Ending（Instrumental）

## 収録アルバム
- 『ONE』（1.,2.）
- 『Dear Diary』初回限定特典CD「BONNIE PINK B-side collection(1996～2009)」に収録（3.）
- オリジナル･アルバム未収録（3.）